# Dinsdale Morgan
Dinsdale Morgan (ur. 19 listopada 1972 w Saint Elizabeth) – jamajski lekkoatleta, płotkarz i sprinter, mistrz igrzysk Wspólnoty Brytyjskiej, halowy wicemistrz świata, dwukrotny olimpijczyk.
Specjalizował się w biegu na 400 metrów przez płotki. Odpadł w eliminacjach tej konkurencji na igrzyskach olimpijskich w 1996 w Atlancie.
Zdobył srebrny medal w sztafecie 4 × 400 metrów (w składzie: Linval Laird, Michael McDonald, Morgan i Gregory Haughton) na halowych mistrzostwach świata w 1997 w Paryżu. Zwyciężył w biegu na 400 metrów przez płotki na mistrzostwach Ameryki Środkowej i Karaibów w 1997 w San Juan. Na mistrzostwach świata w 1997 w Atenach zajął 7. miejsce w finale tej konkurencji.
Zwyciężył w biegu na 400 metrów przez płotki na igrzyskach Ameryki Środkowej i Karaibów w 1998 w Maracaibo. Zajął 2. miejsce na tym dystansie podczas  finału Grand Prix IAAF  w 1998, przegrywając jedynie ze Stéphane Diaganą z Francji, a wyprzedzając Samuela Matete z Zambii. W zawodach pucharu świata w 1998 w Johannesburgu zajął 3. miejsce, za Matete i Mubarakiem an-Nubim z Kataru.
Morgan zdobył złoty medal w biegu na 400 metrów przez płotki na igrzyskach Wspólnoty Narodów w 1998 w Kuala Lumpur, przed Rohanem Robinsonem z Australii i Kenem Harndenem z Zimbabwe. Ponownie zajął 7. miejsce na tym dystansie na mistrzostwach świata w 1999 w Sewilli. Odpadł w półfinale tej konkurencji na igrzyskach olimpijskich w 2000 w Sydney, a na igrzyskach Wspólnoty Narodów w 2002 w Manchesterze zajął w niej 5. miejsce.
Był mistrzem Jamajki w biegu na 400 metrów przez płotki w latach 1996–1998. Jego rekord życiowy w tej konkurencji wynosił 48,13 s, ustanowiony 14 lipca 1998 w Rzymie.